# Konsolidacja Obrońców Niepodległości
Konsolidacja Obrońców Niepodległości (KLON) – polski ośrodek konspiracyjny stanowiący platformę współpracy i konsolidacji różnych podziemnych organizacji
Konsolidacja Obrońców Niepodległości została utworzona na pocz. 1940 r. przez Witolda Orzechowskiego ps. "Longinus", komendanta głównego Organizacji Wojskowej. W jej skład weszły organizacje konspiracyjne popierające gen. Władysława Sikorskiego i jego politykę. Skrót KLON powstał poprzez dodanie litery L (od pseudonimu inicjatora) do skrótu organizacji KON. Liść klonu był znakiem rozpoznawczym organizacji. Prowadziła ona – poprzez swoich członków w różnych podziemnych organizacjach – długofalową działalność oddziaływania politycznego na te organizacje. Początkowo jej działalność dublowała się z działalnością Centralnego Komitetu Organizacji Niepodległościowych (CKON) kierowanego przez Ryszarda Świętochowskiego, zresztą także z nadania gen. W. Sikorskiego. Po aresztowaniu R. Świętochowskiego w maju 1940 r. i krótkotrwałym istnieniu Komitetu Porozumiewawczego Organizacji Niepodległościowych, KLON przejął ich dorobek. Wprowadził on do organizacji współpracujących na jego polu pewną specjalizację; np. Zbrojnemu Wyzwoleniu przydzielił prowadzenie całokształtu spraw żydowskich w okupowanym kraju, w tym pomoc w organizowaniu, a następnie działalności Żydowskiego Związku Wojskowego oraz utrzymywanie z nim kontaktów. 
W ramach KLON-u powstała także koncepcja powołania konspiracyjnego aparatu administracyjnego jako ekspozytury emigracyjnego Rządu Polskiego we Francji gen. W. Sikorskiego. Zgodnie z nią miała powstać Tymczasowa Rada Stanu, która powinna być zatwierdzona przez premiera rządu lub przez niego "wyznaczona". Miała ona powoływać Radę Wojenną i dowódcę Sił Zbrojnych. Na polu cywilnym Rada miała tworzyć Obywatelskie Rady Gospodarcze: wojewódzkie, powiatowe i gminne. Ponadto Rada miała również powoływać Naczelnika Kadry Bezpieczeństwa Kraju. Kompetencje Rad Gospodarczych obejmowały oddziaływanie polityczne i obywatelskie na społeczeństwo, piętnowanie kolaborantów i zdrajców, ochrona nad mieniem wziętym pod niemiecką administrację, szczególnie przed jego zniszczeniem, podejmowanie działań sabotażowych, głównie w stosunku do okupacyjnych zarządzeń polityczno-gospodarczych, udzielanie pomocy materialnej ludziom pozbawionym mienia i pracy oraz rodzinom aresztowanych lub ukrywających się, organizowanie im żywności. Korzystały z tego także oddziały partyzanckie oraz Żydzi. Rady kontrolowały również właściwość i rzetelność wydatkowania środków finansowych i materialnych przez OW-KB. Obywatelskie Rady Gospodarcze zaczęły powstawać od stycznia 1940 r., a bardzo duży wkład do tego wniósł W. Orzechowski, zwłaszcza po jego uwolnieniu w 1941 r. z obozu koncentracyjnego w Dachau. 